# Joe Bob Briggs
Joe Bob Briggs é um pseudónimo e persona de John Irving Bloom (Dallas, 27 de janeiro de 1953), é um crítico de cinema, escritor e ator estado-unidense.